# Fazlî
Fazlî Çelebi Fuzûlî-zâde (em azeri:  فضلی چلبی فضولی زاده, Fəzli Çələbi Füzulizadə) ou Fazlî (1543 – 1605) foi um poeta azerbaiyano do século XVI. Escreveu obras em turco azerbaiyano, persa e árabe e era filho do poeta azerbaiyano Fuzûlî. Fazli era melhor conhecido por sua habilidade para criar cronogramas e acertijos em seus poemas.

## Nome
O nome completo de Fazlî é Fazlî Çelebi Fuzûlî-zâde. Seu seudónimo, Fazlî, significa "pertencente à abundância ou abundância" e é provavelmente um tributo ao seudónimo de seu pai, o poeta Fuzûlî.

## Vital
Nascido em Carbala, desconhece-se a data exacta de nascimento de Fazlî, mas acha-se que foi dantes de 1556, quando faleceu seu pai. O poeta descreveu-o como um poeta maduro no Tezkire de Ahdî-i Bağdadî com data de 1563/64 e, portanto, se afirma que Fazlî nasceu ao redor de 1543. Fazlî recebeu a maior parte de sua educação poética de seu pai. Acha-se que morreu em 1605.

## Poesia
Fazlî é conhecido como um poeta menor devido à limitada quantidade e qualidade de suas obras. Escreveu poemas em turco azerbaiyano, persa e árabe em prosodia aruz. Sua poesia caracteriza-se por um notável grau de criatividade. Segundo Ahdî, Fazlî estava mais interessado no conhecimento secular que nos estudos religiosos. Afirma que apoia as crenças sunitas num de seus continentes e está na contramão das opiniões de Quizilbache. Fazlî era conhecido por sua extraordinária habilidade para criar cronogramas e acertijos em seus poemas. Também se acha que seus poemas goshma (versos não religiosos) inspiraram a poetas túrquica posteriores de Azerbaiyán.